# Geneeskundige traktaten in het Middelnederlands
Geneeskundige traktaten in het Middelnederlands zijn zeer zeldzaam. Weinig van deze soort teksten zijn bewaard gebleven, met uitzondering van enkele manuscripten.  

## Handschrift 1457

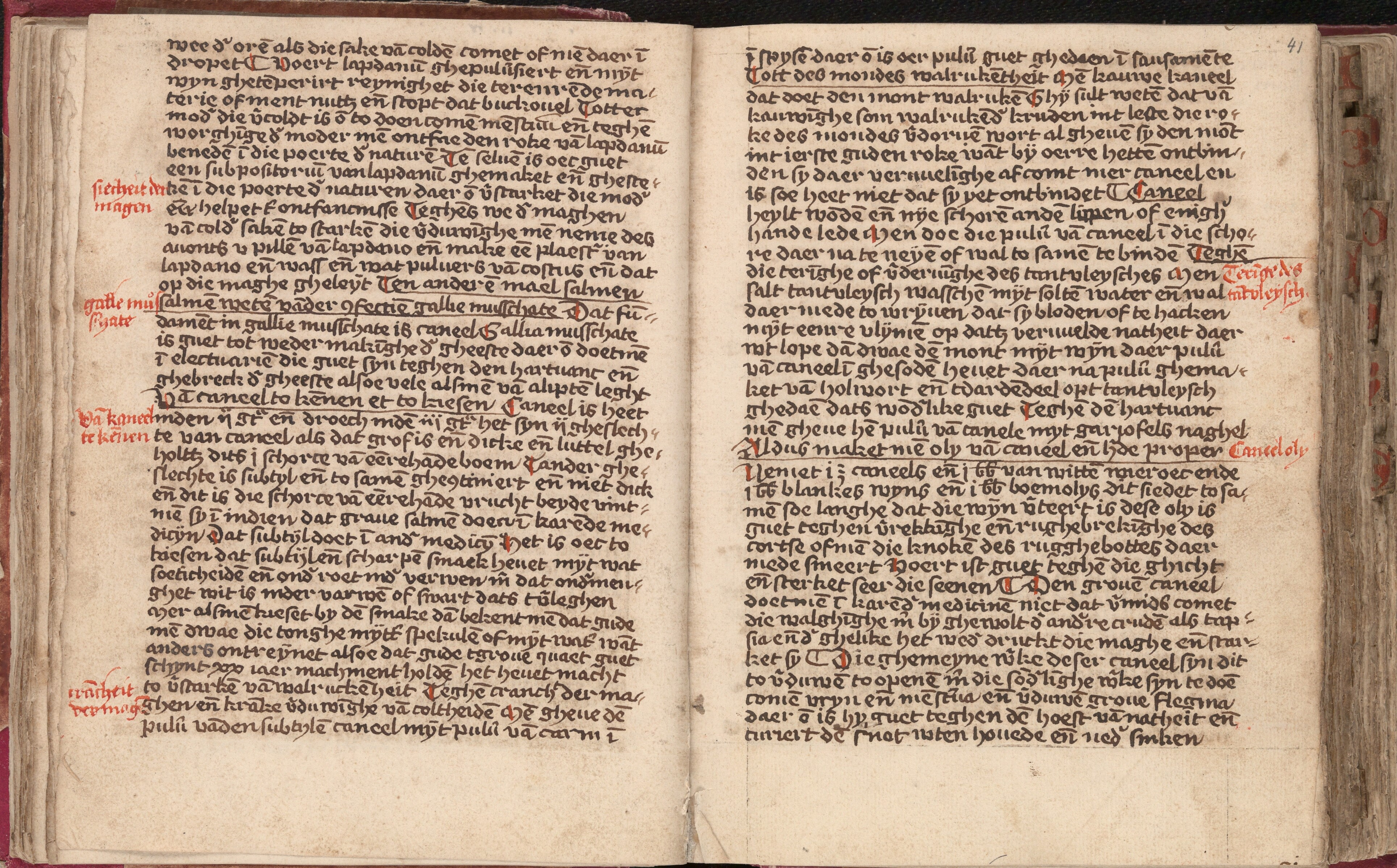
Fragment uit Hs. 1457 met opsommingen van medicijnen en hun werking.

Geneeskundige traktaten in het Middelnederlands is de titel van handschrift 1457 dat bewaard wordt in de Universiteitsbibliotheek Gent. Het manuscript Geneeskundige traktaten in het Middelnederlands werd vervaardigd in de Noordelijke Nederlanden tussen 1450 en 1525.Wie de vertaler en kopiist waren van dit werk is onbekend. Wat wel duidelijk is, is dat het manuscript het resultaat is van een aantal vertalingen van de Latijnse werken van Mattheüs Platearius. 

#### Auteur
Over deze auteur, is slechts weinig met zekerheid bekend. Hij was een Salernitaans medicus, die leefde rond het midden van de twaalfde eeuw. Zijn Latijns werk, het Liber de simplici medicina, meestal naar de beginwoorden Circa Instans geheten, is een van de drie boeken die het medisch en farmaceutisch denken gedurende de middeleeuwen het sterkst heeft beheerst. Het ging over de medische werking van kruiden. Andere werken die het medisch denken hebben beïnvloed zijn de Grabadin van Pseudo-Mesues en het Antidotarium Nicolai.

#### Inhoud
Hoewel Van Maerlant, Jan Yperman, Thomas Scellinck en andere, anoniem gebleven auteurs van medische Middelnederlandse werken, herhaaldelijk naar Platearius hebben verwezen, is het tot het einde van de twintigste eeuw onbekend gebleven dat de Circa Instans ook in het Middelnederlands werd vertaald en in een paar handschriften tot ons is gekomen. Handschrift 1457  is een Oost-Middelnederlands manuscript dat, naast een Antidotarius, ook een vertaling van de Circa Instans bevat, samen met een vertaling van het Liber de Vinis van Arnaldus de Villanova en enkele kleinere teksten. Het handschrift dateert uit de tweede helft van de vijftiende eeuw. Het vertoont duidelijk Noordoostelijk getinte taalvormen die naar Zuidwest-Gelderland (de streek van Arnhem en Nijmegen) wijzen als het gebied waarin het geschreven werd.
De Circa Instans is een alfabetische opsomming en handboek van medische kruiden. Het toont de fysieke verschijning van de planten, legt uit hoe je ze moet prepareren en toont hoe je de medicijnen moet gebruiken. Het boek was in zijn Latijnse originele versie een van de eerste geneeskundige traktaten dat over kruiden handelde dat geprint werd in 1488.

## Handschrift 697

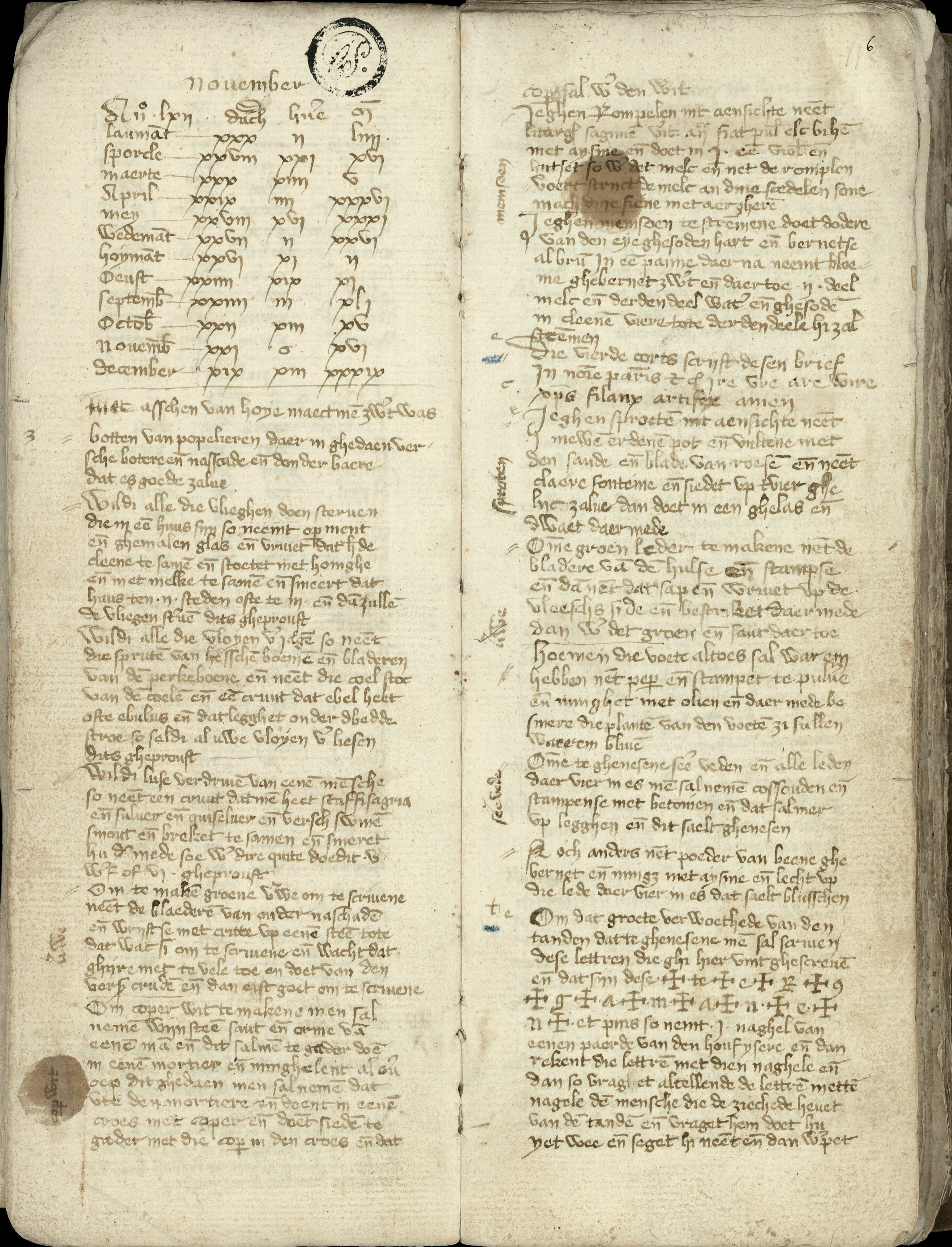
Fragment uit handschrift 697. Stuk uit het deeltje van geneeskundige en andere recepten en bezweringen.

Een ander handschrift dat geneeskundige en wetenschappelijke onderwerpen behandelt is handschrift 697, dat ook bewaard wordt in de Universiteitsbibliotheek Gent. Het manuscript wordt gecategoriseerd onder de naam Geneeskundige en occulte teksten in het Middelnederlands. Het handschrift werd vervaardigd in de Nederlanden, in het midden van de vijftiende eeuw. Het werd voor het eerst vernoemd in het bezit van Hendrik van den Doeren in 1509. Het handschrift bevat de volgende onderdelen:
- Kalender voor de cylus van 1435-1462 (ff.1r-5v)
- Geneeskundige en andere recepten en bezweringen (ff. 5v-36v)
- Berijmd Lunarium (ff. 37r-41v)
- Geneeskundige recepten en bezweringen (ff. 42v-47v).
- Berijmde Chiromantie
- Fragment van een gedicht (f. 54r-v)
- Bezweringen (ff. 55r-58r)
- Nota's over geneeskrachtige en magische kruiden (ff. 58v-60v)
- Informatie om een hondenbeet te genezen (ff. 60v)

## Antidoraium Nicolai
In 1351 verscheen een Middelnederlandse vertaling van de Antidoraium Nicolai, die wordt bewaard in de Koninklijke Bibliotheek van België te Brussel. Dit receptenboek, een vertaling uit het Latijn, begint met de woorden: "Dese boec heet nicholaus ende ooc so heeft hi enen andren name als antidotarium. In den welken syn geordineert vele manieren van confexien welc confexie te verstane es vergaderinge van vele simpelre medicinen ende substancien".